# Тимофеев, Александр Игнатьевич
Александр Игнатьевич Тимофеев (28 февраля (12 марта) 1881, Казань — 28 августа 1929, Казань) — врач-гинеколог, приват-доцент Императорского Казанского университета, профессор по кафедре акушерства Томского государственного университета. 25 апреля 1920 года был откомандирован из Томска в Казань, где организовал и возглавил акушерско-гинекологическую клинику при местном институте усовершенствования врачей.

## Биография
Александр Тимофеев родился 28 февраля (12 марта) 1881 года в Казани, в семье Игнатия Тимофеева — мелкого чиновника, работавшего на Казанском пороховом заводе. В 1904 году, после окончания медицинского факультета Казанского университета со степенью лекаря (с отличием), Александр начал работать земским врачом в городе Осе (Пермская губерния): первоначально он числился при лазарете общества Красного Креста, а затем — в местной земской больнице. Кроме того он преподавал курс гигиены в осинской гимназии. В году учёбы увлекался научными исследованиями в гистологической лаборатории.
В 1909 году Тимофеев стал сверхштатным ординатором в акушерско-гинекологической клиники Казанского университета, которую в те годы возглавлял профессор Викторин Груздев. Год спустя Тимофеев стал лаборантом клиники — в тот период им был организован учебно-показательный музей университетской кафедры. Вернувшись в стены университета, занялся разработкой вопроса о развитии желтого тела яичника человека.
В 1913 году Тимофеев защитил диссертацию на соискание ученой степени доктора медицины — на тему «О развитии желтого тела (corpus liteum) яичника человека». В данной работе он показал, что желтое тело является образованием эпителиального характера — образованием, развивающимся из клеточных элементов membranae granulosae Граафова фолликула. В 1915 году он стал старшим ассистентом, а год спустя — приват-доцентом акушерско-гинекологической клиники, относившейся к Казанскому университету.
В годы Первой мировой войны, не прекращая работать в клинике, Тимофеев начал заведовать госпиталями Казани: в период с 1916 по 1917 год он состоял помощником главного врача казанских госпиталей Союза Городов. Во время Гражданской войны, осенью 1918 года, он вместе с частью профессорско-преподавательского состава и студентов университета эвакуировался в Томск. В то же, 1918, году он стал приват-доцентом на кафедре акушерства и гинекологии Томского университета, также имевшей в своём составе клинику. Во второй половине 1919 года «кафедра акушерства и гинекологии с клиникой» была временно разделена на две части: на кафедру акушерства с клиникой, которой заведовал Тимофеев, ставший профессором, и кафедру гинекологии — также с клиникой (её возглавил профессор Николай Горизонтов). В университете Тимофеев читал курсы акушерства и оперативного акушерства.
25 апреля 1920 года Тимофеев был командирован в Казань, с целью организации акушерско-гинекологической клиники при Казанском институте усовершенствования врачей — он также и возглавил новое учреждение. Одним из первых начал применять местную инфильтрационную анестезию по методу профессора Александр Вишневского при акушерско-гинекологических операциях. Тимофеев скончался в Казани 28 августа 1929 года от острого отека гортани.

## Работы
Александр Тимофеев является автором и соавтором около трёх десятков научных работ — включая статьи по вопросам анатомии женских половых органов, внематочной беременности, кесарева сечения, лабораторной диагностике ранних сроков беременности, новообразований женской половой сферы, лечения послеродовой инфекции, этиологии врожденных уродств. Для первого издания «Большой медицинской энциклопедии» (БМЭ) он подготовил статьи «Дугласово пространство» и «Дисменорея»; написал главу «Анатомия, гистология и топография женских мочеполовых органов» в «Руководстве по женским болезням» под редакцией профессора Леонида Кривского.
- В развитии желтого тела (corpus luteum) яичника человека. Казань, 1913;
- Опыт применения местной инфильтрационной анестезии при гинекологических операциях // Казанский медицинский журнал. 1928. № 10.
- О местном обезболивании при гинекологических чревосечениях / Проф. А. И. Тимофеев. — Харьков : Научная мысль, 1928. — 7 с.; 22 см.

## Архивные источники
- Государственный архив Томской области (ГАТО). Ф. 102. Оп. 1. Д. 895;
- ГАТО. Ф. Р-815. Оп. 1. Д. 2;
- ГАТО. Ф. Р-815. Оп. 1. Д. 53.